# Apache Flight
Apache Flight is een videospel voor de Commodore Amiga. Het spel werd uitgebracht in 1992 en het grafische ontwerp is van Martin Wheeler. Het spel is een verticaal scrollende apache simulator. De speler komt diverse helikopters, vliegtuigen en grondgeschut tegen die hij moet neerschieten. Het spel is ten einde wanneer alle levels op zijn.